# منطقه ۵۱ (فیلم)
«منطقه ۵۱» (انگلیسی: Area 51 (film)) فیلمی در ژانر علمی–تخیلی به کارگردانی اورن پلی است که در سال ۲۰۱۵ منتشر شد.